# I miei americani 2
«I miei americani 2» (укр. «Мої американці 2») — студійний альбом італійського співака та актора Адріано Челентано, що вийшов 1986 року під лейблом «Clan Celentano».

## Складова
Платівка «I miei americani 2» вийшла в зв'язку з великим успіхом альбому «I miei americani» 1984 року. Як і попередній диск, «I miei americani 2» являв собою збірку кавер-версій (триб'ют-альбом) таких відомих англомовних виконавців, як: «The Beatles», Літл Річард, «The Platters», Джонні Рей, Пол Анка й інших. Усі пісні альбому виконані італійською мовою зі зміною аранжування і суттєвою переробкою тексту. Випуску «I miei americani 2» посприяла любов Челентано до англомовних музикантів, хоча його назва вказується як «Мої американці», у альбомі присутні пісні й британських виконавців. Добірка музики альбому представлена стилями поп-рок, синті-поп і шансон.
Аналогічно попередньому альбому, повна назва платівки вказувалася як «I miei americani (Tre Puntini) 2». Італійські слова «tre puntini», в перекладі означають — «три крапки». Цей альбом Адріано Челентано став шостим, аранжування до якого створив Пінуччіо Піраццолі. Обкладинка альбому, що зображувала Челентано у чорних окулярах та кепці — була аналогічною обкладинці його синглу-саундтреку «Innamorata, Incavolata Vita» 1980 року до фільму за його участю «Приборкання норовистого».
Пісня «Gelosia» («Ревнощі»), відома своїм приспівом «Якщо кохання — це ревнощі» (іт. «Se amore vuol dir gelosia»), яка виконувалася безліччю італійських та неіталійських виконавців, була написана датським композитором Якобом Гаде у 1920-х роках. Челентано виконував пісню під фонограму «Fantastico» 1986 року і наживо на концерті в Москві у 1987 році. Окрім цього існує зовсім інша однойменна пісня Челентано 1999 року.
«Vivrò per lei» («Я буду жити для неї») є італійською версією хіта «My prayer» американського гурту «The Platters», була ще записана зі скороченою назвою «Vivrò» у 1967 році іншим італійським виконавцем Кармело Пагано, який із цим твором брав участь у фестивалі «Кантаджіро» того ж року.
Пісня «Seguirò chi mi ama» («Я піду за тими, хто любить мене») виконана Челентано в дуеті з його дружиною, Клаудією Морі.
Пісня «Cry» («È finita») вже виконувалася Челентано в альбомі «Nostalrock» 1973 року, італійський текст до неї написав Мікі Дель Прете. Існує також інша італійська версія «Cry» під назвою «Tu che piangi», написана Ельвією Фільїуоло (Міссельвія), але в інтерпретації інших співаків.
Композиція «Mi Scade» була інструментальною кавер-версією пісні Літл Річарда «She's Got It». У перших виданнях альбому ця композиція містила вокал, але пізніше була включена без нього, з поясненням Челентано про відсутність часу, щоб записати до неї вокальні партії. Однак текст пісні надрукований на обкладинці альбому.
«Ma come fa la gente sola» («Але як це роблять самотні люди»), є кавером хіта «Eleanor Rigby» гурту «The Beatles», але виконана у стилі версії цієї пісні Рея Чарльза. Назва італомовної версії не торкається персонажа, створеного Полом Маккартні, вона лише слідує за рядком пісні «Погляньте на всіх самотніх людей» («Look at all the lonely people»).
«Un'altra ragazza» («Інша дівчина»), кавер ще одного хіта «The Beatles», «Love Me Do», записаний на початку з аранжуванням, яке віддалено повторює сучасний хіт «Kiss» Прінса, після якого з'являється аранжування, наближеніше до оригіналу.
«Veronica verrai» («Ти прийдеш, Вероніко») стала єдиною повністю італійською піснею «I miei americani 2», її автора вказали на обкладинці альбому як «Katamar» — що насправді було псевдонімом композитора Джанкарло Бігацці, який написав її разом зі своєю дружиною Джанною Альбіні. Для гармонії з оригінальними англомовними назвами інших треків альбому, назву пісні, чисто символічно, переклали англійською мовою, в дужках, як «Veronica You'll Come». Позаяк «Veronica Verrai» вважалася найкращою піснею альбому, вона вийшла як головний сингл для його просування.

## Просування
Челентано просував альбом виконуючи пісні з нього на телепередачі «Fantastico» 7-го сезону (1986), на каналі Rai 1, її ведучим був Піппо Баудо. Також на передачі була присутня Клаудія Морі. Окрім цього, пісня «Veronica verrai» виконувалася Челентано на німецькому телеканалі ZDF 1987 року.

## Комерційні показники
«I miei americani 2» отримав менші комерційні показники ніж його попередник «I miei americani», він отримав двічі платинову сертифікацію, його наклад склав 500 000 копій, й посів 4 позицію в чарті «Italian Albums Chart» 1986 року.

## Трек-лист
LP
Сторона «А»
| #  | Назва                                      | Автор                                                             | Виконавець оригіналу | Тривалість |
| -- | ------------------------------------------ | ----------------------------------------------------------------- | -------------------- | ---------- |
| 1. | «Veronica Verrai» (Veronica You'll Come)   | Джанкарло Бігацці, Джанна Альбіні                                 | —                    | 4:35       |
| 2. | «Gelosia» (Jalousie)                       | Якоб Гаде                                                         | Якоб Гаде            | 4:20       |
| 3. | «Ma Come Fa La Gente Sola» (Eleanor Rigby) | Пол Маккартні, Джон Леннон, Джанна Альбіні                        | The Beatles          | 3:18       |
| 4. | «Mi Scade» (She's Got It)                  | Джон Мараскалько, Літл Річард, Адріано Челентано, Мікі Дель Прете | Літл Річард          | 3:03       |
| 5. | «Vivrò Per Lei» (My Prayer)                | Джордж Буланджер, Джиммі Кеннеді, Мікі Дель Прете                 | The Platters         | 2:42       |

Сторона «Б»
| #     | Назва                             | Автор                                                            | Виконавець оригіналу | Тривалість |
| ----- | --------------------------------- | ---------------------------------------------------------------- | -------------------- | ---------- |
| 6.    | «Seguirò Chi Mi Ama» (Is It Love) | Бет Андерсен, Джорджо Мородер, Клаудія Морі                      | —                    | 3:37       |
| 7.    | «L'Ascensore» (Sixteen Tons)      | Мерл Тревіс, Сальваторе Де Паскуале                              | The Platters         | 2:38       |
| 8.    | «È Finita» (Cry)                  | Черчілл Колмен, Ельвія Фільїуоло, Мікі Дель Прете                | Джонні Рей           | 3:57       |
| 9.    | «Un'Altra Ragazza» (Love Me Do)   | Пол Маккартні, Джон Леннон, Сальваторе Де Паскуале, Піно Донаджо | The Beatles          | 2:37       |
| 10.   | «Crederò» (Crazy Love)            | Пол Анка, Бруно Паллезі, Сальваторе Де Паскуале                  | Пол Анка             | 3:15       |
| 34:54 |                                   |                                                                  |                      |            |

- Примітка: у дужках вказані назви оригінальних версій.

## Творці альбому
- Вокал — Адріано Челентано, Клаудія Морі (пісня «Seguirò chi mi ama»);
- Аранжування — Пінуччіо Піраццолі;
- Бас-гітара — Паоло Стеффан, Пінуччіо Піраццолі;
- Бек-вокал — Джулія Фасоліно, Дж. Хілл, Неймі Хакетт, Рональд Джексон;
- Комп'ютерна графіка — Паоло Стеффан;
- Ударні — Альфредо Голіно, Леле Мелотті;
- Акордеон — Маріо Кревс;
- Звукові спецефекти — Джіджі Тонет;
- Звукооператор — Марко Інцаді;
- Інженери — Маріо Ранджі, Ніно Лоріо;
- Продюсер — Мікі Дель Прете;
- Звукозапис — Маріо Лавалло;
- Саксофон — Амедео Б'янчі;
- Фотограф — Вінченціно.

## Видання альбому
Спочатку альбом виходив на LP-платівках у 33 оберти і CD в Італії і Німеччині. Починаючи з 1996 року, виходило ремастоване перевидання альбому на CD.
| Назва                                                    | Лейбл                                 | Маркування          | Країна    | Рік      |
| -------------------------------------------------------- | ------------------------------------- | ------------------- | --------- | -------- |
| I Miei Americani (Tre Puntini) 2 (LP, Album)             | Clan Celentano                        | CLN 20545           | Італія    | 1986     |
| I Miei Americani (Tre Puntini) 2 (Cass, Album)           | Clan Celentano                        | 30 CLN 20545        | Італія    | 1986     |
| I Miei Americani (Tre Puntini) 2 (LP, Album)             | Clan Celentano, CGD                   | 9031-70202-1        | Німеччина | 1986     |
| I Miei Americani (Tre Puntini) 2 (LP, Album)             | Clan Celentano                        | 9031-70202-1        | Італія    | 1986     |
| I Miei Americani (Tre Puntini) 2 (LP, Album, Pic, Ltd)   | Clan Celentano                        | CLN 28002           | Італія    | 1986     |
| I Miei Americani Tre Puntini 2 (Cass, Album)             | Clan Celentano, CGD                   | 9031 70202-4        | Італія    | 1986     |
| I Miei Americani (CD, Album)                             | TELDEC, TELDEC                        | 8.26410 ZP, 8.26410 | Німеччина | 1986     |
| I Miei Americani (CD, Album)                             | Clan Celentano, CGD                   | CDS 6034            | Італія    | 1986     |
| I Miei Americani (LP, Album)                             | TELDEC, TELDEC                        | 6.26410 AP, 6.26410 | Німеччина | 1986     |
| I Miei Americani (LP, Album, Promo)                      | TELDEC, TELDEC                        | 6.26410 AP, 6.26410 | Німеччина | 1986     |
| I Miei Americani 2 (CD, Album)                           | Clan Celentano                        | 74321 31420 2       | Італія    | 1995     |
| I Miei Americani (Tre Puntini) 2 (CD, Album, RE)         | Clan Celentano                        | SP 61002            | Італія    | 1996     |
| I Miei Americani (Tre Puntini) 2 (CD, Album)             | Clan Celentano                        | 4971622             | Італія    | 2001     |
| I Miei Americani (Tre Puntini) 2 (CD, Album, RE)         | Universal                             | 3259130004632       | Європа    | 2012     |
| I Miei Americani (Tre Puntini) 2 (CD, Album, RE)         | Universal Music Group, Clan Celentano | Clan Celentano      | Росія     | 2012     |
| I Miei Americani (Tre Puntini) 2 (CD, Album, Unofficial) | Clan Celentano (2)                    | 9031-70202-2        | Росія     | невідомо |

## Сингли з альбому
Три пісні альбому вийшли як сингли на платівках у 45 обертів. «Veronica Verrai» і «Gelosia» випускалася на одній платівці в Італії. Пісня «Veronica Verrai» також видавалася в Німеччині на одній платівці разом з композицією «Seguirò Chi Mi Ama».
| Назва                                                                   | Лейбл                  | Маркування | Країна    | Рік  |
| ----------------------------------------------------------------------- | ---------------------- | ---------- | --------- | ---- |
| Veronica Verrai (Veronica You'll Come)/Gelosia (Jalousie) (7", Jukebox) | Clan Celentano         | YD 714     | Італія    | 1986 |
| Veronica Verrai (7", Single)                                            | TELDEC, Clan Celentano | 6.14729    | Німеччина | 1986 |